# Biatlon na Zimních olympijských hrách 2002 – vytrvalostní závod muži
Vytrvalostní závod mužů na 20 km v rámci Zimních olympijských her 2002 se konal 11. února jako úvodní mužský biatlonový závod olympiády ve středisku Soldier Hollow, vzdáleném 85 km jihovýchodně od Salt Lake City. Závodu se zúčastnilo 87 závodníků ze 34 zemí, kteří absolvovali pět 4kilometrových okruhů. Start se uskutečnil ve 13.30 hodin místního času. Střelba proběhla čtyřikrát, dvakrát vleže a dvakrát vstoje. Za každou ránu, která minula terč, byla k výslednému času přičtena jednominutová penalizace.

## Pozadí
Obhájcem celkového prvenství ve světovém poháru byl Francouz Raphaël Poirée, zatímco Rus Sergej Rožkov v předchozí sezóně vyhrál dílčí hodnocení ve vytrvalostním závodu. V roli úřadujícího mistra světa přijížděl finský olympionik Paavo Puurunen a jako obhájce naganského olympijského zlata startoval Nor Halvard Hanevold.

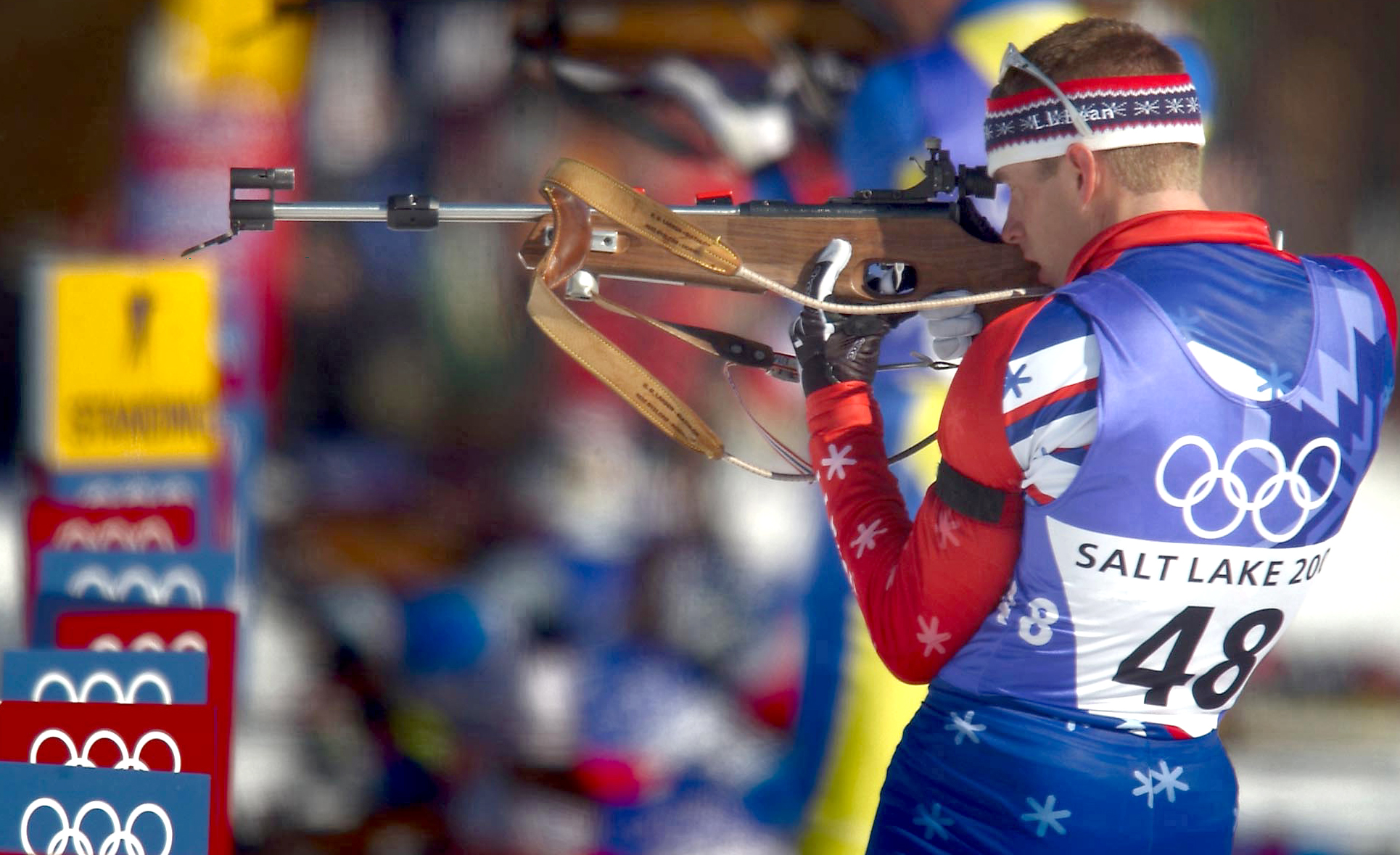
Američan Jeremy Teela na stojce

 Poslední přípravný závod v utažském středisku získal roku 2001 ve svůj prospěch další norský biatlonista Ole Einar Bjørndalen před druhým Němcem Svenem Fischerem. V pozici průběžného lídra světového poháru ve vytrvalostním závodu přijížděl na olympijské hry Němec Frank Luck, jenž vyhrál jednu ze tří přípravných událostí. Zbylé dvě akce ovládli Rus Pavel Rostovcev a Rakušan Daniel Mesotitsch.
Bjørndalen startoval jako první z favoritů. Na druhé a třetí střelbě minul vždy jednu položku z pěti, což znamenalo dvouminutovou penalizaci. Přesto závod dokázal vyhrát díky nejrychlejšímu běžeckému času.

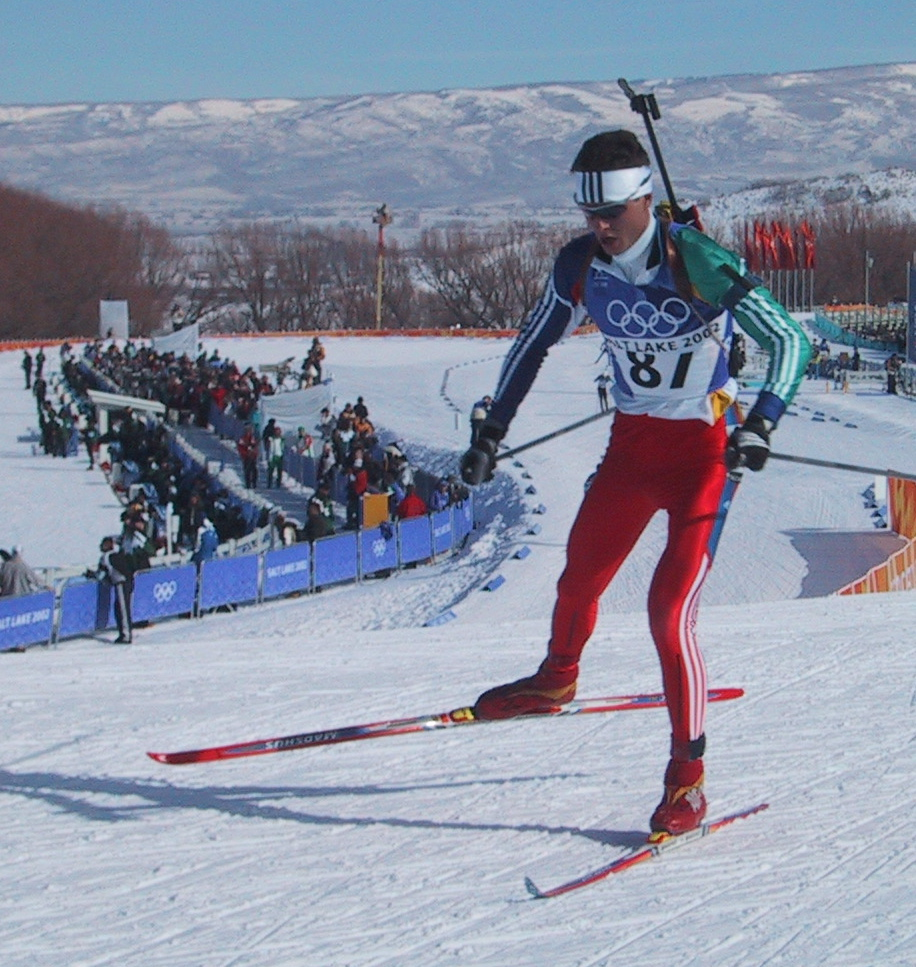
Frode Andresen startoval jako poslední. Po třetí položce vedl, ale nezvládl závěrečnou střelbu, na níž třikrát chyboval a skončil sedmý

Stříbro si odvezl Němec Frank Luck, jenž nechyboval ani jednou. Bronzový skončil Rus Viktor Majgurov s jednou střeleckou chybou. Oba měli ztrátu více než 30 sekund na Bjørndalena, který si tak již nemohl dovolit potřetí minout terč. Po třech střelbách figuroval Poirée s jednou minelou před Bjørndalenem. Na poslední položce se však dopustil dalších dvou nepřesných ran a úhrnem dvouminutová přítěž znamenala pád na 10. místo. Naopak Sergej Rožkov sice zastřílel čistě, ovšem pro pomalé tempo se k nejlepším v průběhu klání nepřiblížil a dojel dvanáctý.
Rychlou běžeckou část zaznamenal Němec Ricco Groß, jenž skončil v tomto parametru na třetí příčce s méně než minutovou ztrátou na Bjørndalena. Dvě střelecké chyby jej však stály stříbrnou medaili, když za ní v cíli zaostával o pouhých 19 sekund. Druhým z elitní pětky, jenž dosáhl na čisté střelecké konto, se stal Hanevold. Běžecký výkon mu vynesl pátou pozici. Druhého nejrychlejšího běžeckého času dosáhl Nor Frode Andresen, který se vydal na trať jako poslední. Po třetí položce byl stále bezchybný a na Bjørndalena udržoval 90sekundový náskok. Při druhé stojce – poslední čtvrté návštěvě střelnice, však nezvládl střelbu, když z pěti terčů tři minul. Tříminutová ztráta představovala propad z čela na konečnou sedmou pozici. Bjørndalen, jenž na olympiádě vyhrál všechny čtyři zlaté medaile, ke střelbě týmového kolegy poznamenal: „Horší než vlastní střelba bylo tady stát a pozorovat, jak Frode střílí.“

## Přehled výsledků
| pořadí                                            | biatlonista             | výprava                | běžecký čas | penalizace1) | výsledek | ztráta   |
| ------------------------------------------------- | ----------------------- | ---------------------- | ----------- | ------------ | -------- | -------- |
| 1.                                                | Ole Einar Bjørndalen    | Norsko                 | 49:03.3     | 2            | 51:03.3  | -        |
| 2.                                                | Frank Luck              | Německo                | 51:39.4     | 0            | 51:39.4  | +00:36.1 |
| 3.                                                | Viktor Majgurov         | Rusko                  | 50:40.6     | 1            | 51:40.6  | +00:37.3 |
| 4.                                                | Ricco Groß              | Německo                | 49:58.7     | 2            | 51:58.7  | +00:55.4 |
| 5.                                                | Halvard Hanevold        | Norsko                 | 52:16.3     | 0            | 52:16.3  | +01:13.0 |
| 6.                                                | Pavel Rostovcev         | Rusko                  | 51:33.5     | 1            | 52:33.5  | +01:30.2 |
| 7.                                                | Frode Andresen          | Norsko                 | 49:39.1     | 3            | 52:39.1  | +01:35.8 |
| 8.                                                | Sergej Čepikov          | Rusko                  | 51:44.2     | 1            | 52:44.2  | +01:40.9 |
| 9.                                                | Vadim Sašurin           | Bělorusko              | 52:52.6     | 0            | 52:52.6  | +01:49.3 |
| 10.                                               | Raphaël Poirée          | Francie                | 50:52.9     | 2            | 52:52.9  | +01:49.6 |
| 11.                                               | Ludwig Gredler          | Rakousko               | 51:19.3     | 2            | 53:19.3  | +02:16.0 |
| 12.                                               | Sergej Rožkov           | Rusko                  | 53:43.8     | 0            | 53:43.8  | +02:40.5 |
| 13.                                               | Marko Dolenc            | Slovinsko              | 51:45.8     | 2            | 53:45.8  | +02:42.5 |
| 14.                                               | Jeremy Teela            | Spojené státy americké | 51:56.5     | 2            | 53:56.5  | +02:53.2 |
| 15.                                               | Paavo Puurunen          | Finsko                 | 51:15.7     | 3            | 54:15.7  | +03:12.4 |
| 16.                                               | Egil Gjelland           | Norsko                 | 52:16.1     | 2            | 54:16.1  | +03:12.8 |
| 17.                                               | Alexej Ajdarov          | Bělorusko              | 51:25.3     | 3            | 54:25.3  | +03:22.0 |
| 18.                                               | Tomaž Globočnik         | Slovinsko              | 53:40.6     | 1            | 54:40.6  | +03:37.3 |
| 19.                                               | Vesa Hietalahti         | Finsko                 | 52:47.0     | 2            | 54:47.0  | +03:43.7 |
| 20.                                               | Kyoji Suga              | Japonsko               | 52:51.9     | 2            | 54:51.9  | +03:48.6 |
| 21.                                               | René Cattarinussi       | Itálie                 | 52:57.2     | 2            | 54:57.2  | +03:53.9 |
| 22.                                               | Christoph Sumann        | Rakousko               | 52:00.3     | 3            | 55:00.3  | +03:57.0 |
| 23.                                               | Vjačeslav Derkač        | Ukrajina               | 54:01.3     | 1            | 55:01.3  | +03:58.0 |
| 24.                                               | Ruslan Lysenko          | Ukrajina               | 53:02.1     | 2            | 55:02.1  | +03:58.8 |
| 25.                                               | Petr Garabík            | Česko                  | 53:12.2     | 2            | 55:12.2  | +04:08.9 |
| 26.                                               | Jay Hakkinen            | Spojené státy americké | 52:13.8     | 3            | 55:13.8  | +04:10.5 |
| 27.                                               | Andrij Deryzemlia       | Ukrajina               | 54:14.8     | 1            | 55:14.8  | +04:11.5 |
| 28.                                               | Robin Clegg             | Kanada                 | 53:17.5     | 2            | 55:17.5  | +04:14.2 |
| 29.                                               | Sven Fischer            | Německo                | 51:23.2     | 4            | 55:23.2  | +04:19.9 |
| 30.                                               | Wiesław Ziemianin       | Polsko                 | 54:35.2     | 1            | 55:35.2  | +04:31.9 |
| 31.                                               | Oleg Ryženkov           | Bělorusko              | 51:56.6     | 4            | 55:56.6  | +04:53.3 |
| 32.                                               | Wolfgang Perner         | Rakousko               | 51:00.4     | 5            | 56:00.4  | +04:57.1 |
| 33.                                               | Paolo Longo             | Itálie                 | 55:11.9     | 1            | 56:11.9  | +05:08.6 |
| 34.                                               | Alexander Wolf          | Německo                | 51:16.6     | 5            | 56:16.6  | +05:13.3 |
| 35.                                               | Jēkabs Nākums           | Lotyšsko               | 55:19.6     | 1            | 56:19.6  | +05:16.3 |
| 36.                                               | Roman Dostál            | Česko                  | 52:19.6     | 4            | 56:19.6  | +05:16.3 |
| 37.                                               | Vincent Defrasne        | Francie                | 53:20.3     | 3            | 56:20.3  | +05:17.0 |
| 38.                                               | Björn Ferry             | Švédsko                | 52:20.7     | 4            | 56:20.7  | +05:17.4 |
| 39.                                               | Ilmārs Bricis           | Lotyšsko               | 53:24.4     | 3            | 56:24.4  | +05:21.1 |
| 40                                                | Carl Johan Bergman      | Švédsko                | 53:24.5     | 3            | 56:24.5  | +05:21.2 |
| 41.                                               | Timo Antila             | Finsko                 | 53:33.5     | 3            | 56:33.5  | +05:30.2 |
| 42.                                               | Ivan Masařík            | Česko                  | 53:40.6     | 3            | 56:40.6  | +05:37.3 |
| 43.                                               | Janez Marič             | Slovinsko              | 51:51.9     | 5            | 56:51.9  | +05:48.6 |
| 44.                                               | Hidenori Isa            | Japonsko               | 52:52.8     | 4            | 56:52.8  | +05:49.5 |
| 45.                                               | Roland Lessing          | Estonsko               | 54:08.4     | 3            | 57:08.4  | +06:05.1 |
| 46.                                               | Tomasz Sikora           | Polsko                 | 53:08.5     | 4            | 57:08.5  | +06:05.2 |
| 47.                                               | Henrik Forsberg         | Švédsko                | 51:22.0     | 6            | 57:22.0  | +06:18.7 |
| 48.                                               | Jason Sklenar           | Velká Británie         | 54:27.2     | 3            | 57:27.2  | +06:23.9 |
| 49.                                               | Dmitry Pantov           | Kazachstán             | 54:32.8     | 3            | 57:32.8  | +06:29.5 |
| 50.                                               | Wilfried Pallhuber      | Itálie                 | 52:33.2     | 5            | 57:33.2  | +06:29.9 |
| 51.                                               | Marian Blaj             | Rumunsko               | 54:36.8     | 3            | 57:36.8  | +06:33.5 |
| 52.                                               | Marek Matiaško          | Slovensko              | 53:37.8     | 4            | 57:37.8  | +06:34.5 |
| 53.                                               | Indrek Tobreluc         | Estonsko               | 53:52.1     | 4            | 57:52.1  | +06:48.8 |
| 54.                                               | Julien Robert           | Francie                | 54:54.0     | 3            | 57:54.0  | +06:50.7 |
| 55.                                               | Tord Wiksten            | Švédsko                | 56:02.3     | 2            | 58:02.3  | +06:59.0 |
| 56.                                               | Dimitri Borovik         | Estonsko               | 53:02.5     | 5            | 58:02.5  | +06:59.2 |
| 57.                                               | Zdeněk Vítek            | Česko                  | 52:07.9     | 6            | 58:07.9  | +07:04.6 |
| 58.                                               | Roland Zwahlen          | Švýcarsko              | 54:10.6     | 4            | 58:10.6  | +07:07.3 |
| 59.                                               | Čang Čching             | Čína                   | 54:13.9     | 4            | 58:13.9  | +07:10.6 |
| 60.                                               | Rustam Valjullin        | Bělorusko              | 52:46.7     | 6            | 58:46.7  | +07:43.4 |
| 61.                                               | Jean-Marc Chabloz       | Švýcarsko              | 55:59.4     | 3            | 58:59.4  | +07:56.1 |
| 62.                                               | Liutauras Barila        | Litva                  | 55:02.3     | 4            | 59:02.3  | +07:59.0 |
| 63.                                               | Janno Prants            | Estonsko               | 53:14.0     | 6            | 59:14.0  | +08:10.7 |
| 64.                                               | Daniel Mesotitsch       | Rakousko               | 53:15.9     | 6            | 59:15.9  | +08:12.6 |
| 65.                                               | Georgi Kasabov          | Bulharsko              | 55:16.1     | 4            | 59:16.1  | +08:12.8 |
| 66.                                               | Hironao Meguro          | Japonsko               | 56:29.2     | 3            | 59:29.2  | +08:25.9 |
| 67.                                               | Ville Räikkönen         | Finsko                 | 55:34.2     | 4            | 59:34.2  | +08:30.9 |
| 68.                                               | Oleksandr Bilaněnko     | Ukrajina               | 55:34.4     | 4            | 59:34.4  | +08:31.1 |
| 69.                                               | Wojciech Kozub          | Polsko                 | 54:35.1     | 5            | 59:35.1  | 08:31.8  |
| 70.                                               | Imre Tagscherer         | Maďarsko               | 56:51.8     | 3            | 59:51.8  | 08:48.5  |
| 71.                                               | Gundars Upenieks        | Lotyšsko               | 54:56.0     | 5            | 59:56.0  | 08:52.7  |
| 72.                                               | Rene Laurent Vuillermoz | Itálie                 | 54:00.7     | 6            | 60:00.7  | 08:57.4  |
| 73.                                               | Alexandr Tropnikov      | Kyrgyzstán             | 58:05.3     | 2            | 60:05.3  | 09:02.0  |
| 74.                                               | Krzysztof Topór         | Polsko                 | 54:36.8     | 6            | 60:36.8  | 09:33.5  |
| 75.                                               | Shin Byung-Kook         | Jižní Korea            | 56:58.1     | 4            | 60:58.1  | 09:54.8  |
| 76.                                               | Dan Campbell            | Spojené státy americké | 54:58.6     | 6            | 60:58.6  | 09:55.3  |
| 77.                                               | Ferréol Cannard         | Francie                | 56:32.9     | 5            | 61:32.9  | 10:29.6  |
| 78.                                               | Matthias Simmen         | Švýcarsko              | 56:03.0     | 6            | 62:03.0  | 10:59.7  |
| 79.                                               | Mike Dixon              | Velká Británie         | 57:04.9     | 5            | 62:04.9  | 11:01.6  |
| 80.                                               | Ricardo Oscare          | Argentina              | 56:08.1     | 6            | 62:08.1  | 11:04.8  |
| 81.                                               | Mark Gee                | Velká Británie         | 57:10.2     | 5            | 62:10.2  | 11:06.9  |
| 82.                                               | Janez Ožbolt            | Slovinsko              | 57:16.2     | 6            | 63:16.2  | 12:12.9  |
| 83.                                               | Žarko Galjanić          | Chorvatsko             | 58:54.4     | 6            | 64:54.4  | 13:51.1  |
| 84.                                               | Mihail Gribuşencov      | Moldavsko              | 58:58.5     | 7            | 65:58.5  | 14:55.2  |
| 85.                                               | Stavros Christoforidis  | Řecko                  | 63:09.5     | 5            | 68:09.5  | 17:06.2  |
| 86.                                               | Carlos Varas            | Chile                  | 67:32.2     | 3            | 70:32.2  | 19:28.9  |
| –                                                 | Oļegs Maļuhins          | Lotyšsko               | –           | –            | DNF      | –        |
| 1) – počet trestných minut; DNF – nedojel do cíle |                         |                        |             |              |          |          |